# Atlanta United Football Club
Maillots
Actualités
Dernière mise à jour : 22 décembre 2024.
L'Atlanta United Football Club est une franchise américaine de football (soccer) fondée en 2015  basée à Atlanta. Elle joue ses matchs à domicile au Mercedes-Benz Stadium et rejoint la MLS en 2017.

## Histoire

### En marche vers la MLS
Atlanta étant la région métropolitaine la plus peuplée sans franchise de Major League Soccer, le propriétaire des Falcons d'Atlanta, Arthur Blank, soumet sa candidature en 2008 pour devenir une franchise d'expansion mais la retire en janvier 2009 en raison de son incapacité à construire un nouveau stade. Malgré le retrait de la candidature, le vice-président de la MLS, Dan Courtemanche, évoque, le 10 juillet suivant, entretenir des discussions régulières avec Blank au sujet du potentiel du marché que représente Atlanta.
En mai 2012, alors que le nouveau stade des Falcons est proche de l'approbation de la National Football League, le commissaire de la MLS, Don Garber (en), cite Atlanta comme un des trois marchés intéressants pour une prochaine expansion. De plus, lors de la présentation du nouveau stade par Blank auprès des partisans des Falcons, il avance que l'un des autres avantages du stade est sa capacité à attirer une éventuelle franchise de MLS et des rencontres de la Coupe du monde de football. Plus tard cette même année, en novembre, Garber déclare que si les Falcons voient leur proposition de stade être approuvée par la NFL, la MLS essayera de faire partie des plans futurs.
Rich McKay, alors président des Falcons, mentionne en 2013 que son groupe est prêt à diverses options, à savoir être propriétaire d'une nouvelle franchise de MLS ou la déléguer à un autre propriétaire. Puis, en mars, la ville d'Atlanta accorde une aide financière aux Falcons, facilitant l'avancement du dossier du nouveau stade. Le stade doit alors être inauguré en 2017 et être configuré tant pour le football que pour le soccer. Toujours en 2013, dans son bilan de fin de saison, Don Garber affirme que le but de la MLS est de continuer son expansion dans le sud-est des États-Unis,. Au mois de décembre, Garber précise que des discussions sont en cours avec les Falcons alors que la question du stade est résolue. Les négociations se poursuivent en 2014 puisqu'en janvier, Courtemanche déclare qu'Atlanta dispose d'un grand potentiel comme franchise d'expansion en MLS et en février, Rich McKay confirme que les diverses parties sont très avancées dans les discussions.
Finalement, le 16 avril 2014, Blank annonce que la Major League Soccer a accordé une franchise d'expansion au groupe d'Atlanta, celle-ci faisant ses débuts dans la ligue en 2017. Après Orlando City cinq mois plus tôt, la MLS installe ainsi une deuxième équipe dans le sud-est des États-Unis, une région orpheline d'une franchise depuis que le Fusion de Miami et le Mutiny de Tampa Bay aient cessé leurs activités à l'issue de la saison 2001.

### Saison inaugurale en 2017
En préparation pour sa saison inaugurale, Atlanta présente l'argentin Gerardo Martino comme son premier entraîneur le 27 septembre 2016. Pourtant, le premier joueur de l'histoire du club est recruté tôt dans l'année 2016 avec l'arrivée en provenance de Grèce du gardien Alexandros Tabakis. Il est alors directement prêté au club affilié du Battery de Charleston en United Soccer League pour la saison 2016. En décembre 2016, Atlanta profite du repêchage d'expansion pour s'attirer les services de plusieurs joueurs expérimentés en MLS comme Jeff Larentowicz ou Zach Loyd. Cependant, les principales vedettes de cette franchise arrivent dès l'été avec l'international de Trinité-et-Tobago, Kenwyne Jones ou l'argentin Héctor Villalba en juillet puis le jeune paraguayen Miguel Almirón le 19 décembre qui rejoint Atlanta pour un montant record de huit millions de dollars, ces deux derniers étant d'ailleurs sous le statut de jeunes joueurs désignés.
Hors du terrain, tandis que l'équipe prend forme, la franchise annonce avoir vendu plus de 27 000 billets de saison au 27 janvier 2017, soit un nombre inégalé pour une franchise d'expansion en MLS. Pour sa rencontre inaugurale, Atlanta s'incline 2-1 contre les Red Bulls de New York au Bobby Dodd Stadium devant une foule de 55 297 spectateurs. Yamil Asad inscrit le premier but de l'histoire de la franchise. La semaine suivante, la nouvelle franchise obtient sa première victoire sur le score de 6-1 devant l'autre équipe d'expansion du Minnesota United avant de revenir à Atlanta pour l'emporter 4-0 contre le Fire de Chicago quelques jours plus tard.
La saison 2018 terminée, le club connaît de nombreux changements avec notamment le départ de Miguel Almirón et de l'entraîneur Gerardo Martino et l'arrivée de Frank de Boer comme nouveau manager.

## Identité du club

### Couleurs et image
Le propriétaire de la franchise, Arthur Blank, déclare que les partisans seront impliqués dans le choix du nom, du logo et des couleurs.
Le 25 juin 2015, Sports Illustrated évoque que la nouvelle franchise sera baptisée Atlanta United FC. L'annonce officielle du nom de l'équipe a lieu le 7 juillet. Le président de la franchise, Darren Eales, explique alors que le nom a été choisi à partir d'un sondage auprès des partisans de l'équipe,.

### Symboles
Le symbole, le nom, le logo et les couleurs de l'équipe sont dévoilés le 7 juillet 2015. Le logo présente un cercle qui rappelle le sceau de la ville et le patrimoine olympique avec un « A » au centre du cercle. Derrière le « A », on retrouve cinq bandes noires et rouges représentant les cinq piliers du club : l'unité, la détermination, la communauté, l'excellence et l'innovation. Les couleurs officielles de l'équipe sont le noir (un symbole de force et de puissance et la victoire) ; le rouge (représentant la fierté et la passion) et l'or (qui incarne un engagement à l'excellence).

## Palmarès et records

### Palmarès
| Compétitions nationales | Compétitions internationales |
| --- | --- |
| - Coupe MLS (1) - Vainqueur : 2018. - Conférence Est de la MLS (1) - Vainqueur : 2018. - Coupe des États-Unis (1) - Vainqueur : 2019. | - Ligue des champions de la CONCACAF - Trois participations. - Meilleur parcours : Quart de finale en 2019, 2020 et 2021. - Campeones Cup (1) - Vainqueur : 2019. |

### Bilan par saison
| Saison | Saison régulière | Saison régulière | Saison régulière | Saison régulière | Saison régulière | Saison régulière | Saison régulière | Position | Position | Coupe MLS            | US Open Cup         | Ligue des champions CONCACAF | Affl. moy. saison régulière | Affl. moy. séries éliminat. |
| Saison | M                | V                | N                | D                | BP               | BC               | Pts              | Conf.    | Ligue    | Coupe MLS            | US Open Cup         | Ligue des champions CONCACAF | Affl. moy. saison régulière | Affl. moy. séries éliminat. |
| ------ | ---------------- | ---------------- | ---------------- | ---------------- | ---------------- | ---------------- | ---------------- | -------- | -------- | -------------------- | ------------------- | ---------------------------- | --------------------------- | --------------------------- |
| 2017   | 34               | 15               | 10               | 9                | 70               | 40               | 55               | 4e/11    | 4e/22    | Premier tour         | Huitièmes de finale | Non qualifié                 | 48 200                      | 67 221                      |
| 2018   | 34               | 21               | 6                | 7                | 70               | 44               | 69               | 2e/11    | 2e/23    | Vainqueur            | Huitièmes de finale | Non qualifié                 | 53 002                      | 71 187                      |
| 2019   | 34               | 18               | 4                | 12               | 58               | 43               | 58               | 2e/12    | 3e/24    | Finale de conférence | Vainqueur           | Quart de finale              | 52 510                      | 50 559                      |
| 2019   | 34               | 18               | 4                | 12               | 58               | 43               | 58               | 2e/12    | 3e/24    | Finale de conférence | Vainqueur           | Vainqueur (CC)               | 52 510                      | 50 559                      |
| 2020   | 23               | 6                | 4                | 13               | 23               | 30               | 22               | 12e/14   | 23e/26   | Non qualifié         | Annulée             | Quart de finale              | 27 193                      | N/Q                         |
| 2021   | 34               | 13               | 12               | 9                | 45               | 37               | 51               | 5e/14    | 9e/27    | Premier tour         | Non tenue           | Quart de finale              | 43 964                      | N/A                         |
| 2022   | 34               | 10               | 10               | 14               | 48               | 54               | 40               | 11e/14   | 23e/28   | Non qualifié         | Quatrième tour      | Non qualifié                 |                             | N/Q                         |

#### Meilleurs buteurs par saison
| Saison | Meilleurs buteurs | Meilleurs buteurs |
| Saison | Joueurs           | Buts              |
| ------ | ----------------- | ----------------- |
| 2017   | Josef Martínez    | 20                |
| 2018   | Josef Martínez    | 35                |
| 2019   | Josef Martínez    | 33                |
| 2020   | Jon Gallagher     | 4                 |
| 2020   | Gonzalo Martínez  | 4                 |
| 2021   | Josef Martínez    | 12                |
| 2022   | Josef Martínez    | 9                 |

## Stades

### Mercedes-Benz Stadium

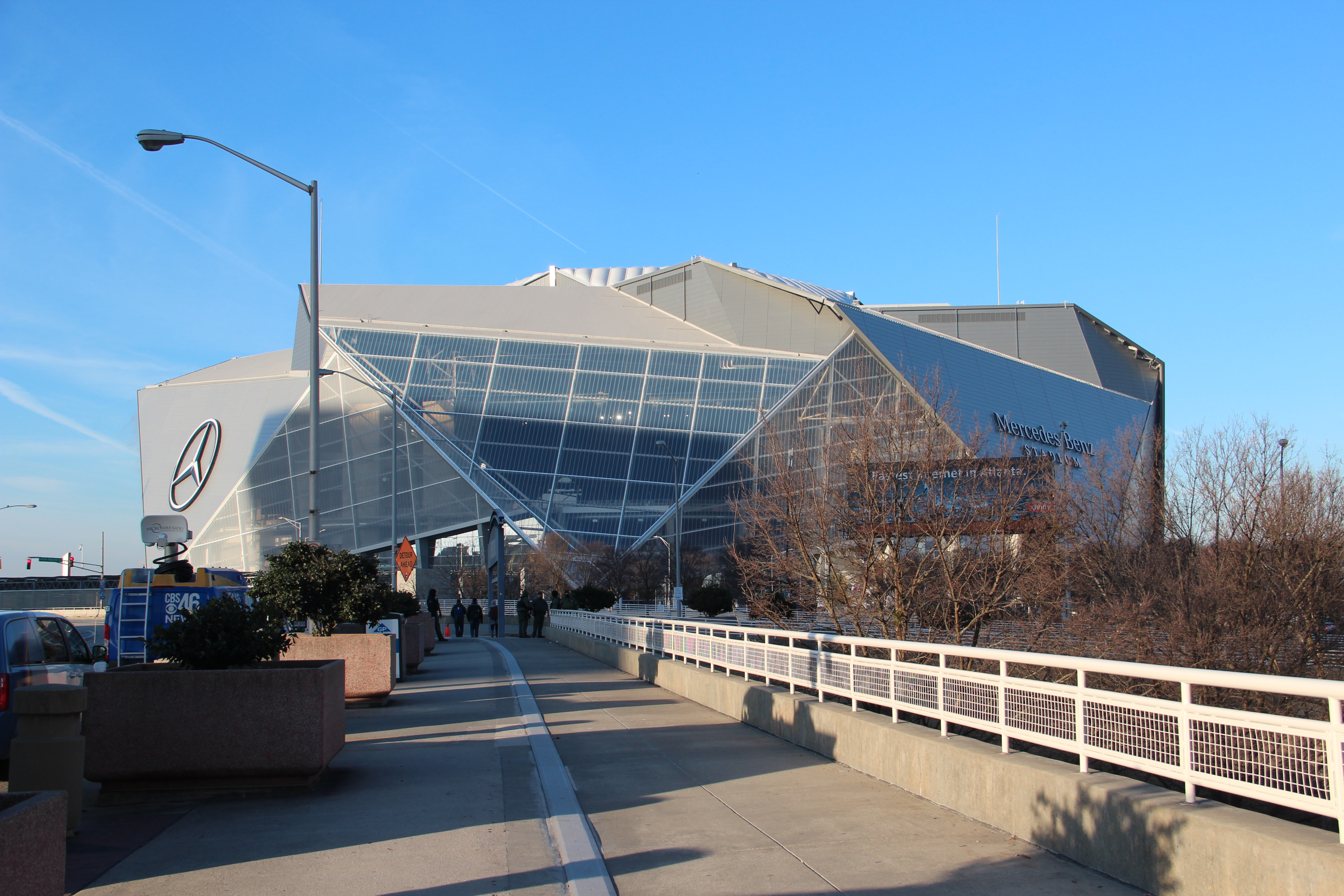
La vue d'extérieur du Mercedes-Benz Stadium

Alors que le Mercedes-Benz Stadium, qui abrite également les Falcons de la NFL, a une capacité de 83 000. Les supports sont escamotables pour accommoder un plus grand champ et permettent de meilleures lignes de vue, alors que les rideaux sont utilisés pour fermer la section supérieure pour créer une atmosphère intime. Blank a également déclaré : «Il n'y aura jamais de match de la MLS à Atlanta où les lignes de la NFL sont montrées sur le terrain.» En 2017, sa capacité de football a été fixée à 71 000, mais le niveau supérieur sera fermé. pour tous sauf deux matchs de saison régulière afin de réduire la capacité à 42 500. En janvier 2016, l'ouverture du stade a été repoussée de trois mois à juin 2017. Atlanta United devait initialement emménager au Mercedes-Benz Stadium le 30 juillet 2017; Cependant, la complexité du toit rétractable à huit panneaux a causé un autre retard dans l'ouverture du stade, et le premier match du club dans le nouveau stade a eu lieu le 10 septembre 2017 contre le FC Dallas. Le match contre Orlando City SC le 29 juillet 2017 a été déplacé au Bobby Dodd Stadium, et deux matchs à domicile prévus en août ont été déplacés à des dates ultérieures. Steve Cannon, PDG de la société mère d'Atlanta United, AMB Group, a déclaré qu'aucun autre match à domicile ne serait organisé au Bobby Dodd Stadium après juillet en raison de la priorité accordée par les Yellow Jackets au stade. En août 2015, l'Atlanta United FC a annoncé des plans pour les installations d'entraînement et le siège de l'équipe.

## Personnalités liées au club

### Entraîneurs
Le tableau suivant présente la liste des entraîneurs du club depuis 2017.
| Rang | Entraîneur              | Nationalité | Début             | Fin              | Matchs | Victoires | Nuls | Défaites | % victoires | Palmarès                                               |
| ---- | ----------------------- | ----------- | ----------------- | ---------------- | ------ | --------- | ---- | -------- | ----------- | ------------------------------------------------------ |
| 1    | Gerardo Martino         | Argentine   | 27 septembre 2016 | 10 décembre 2018 | 78     | 42        | 17   | 19       | 53.85%      | 1x Coupe MLS (2018)                                    |
| 2    | Frank de Boer           | Pays-Bas    | 23 décembre 2018  | 24 juillet 2020  | 55     | 31        | 5    | 19       | 56.36%      | 1x Coupe des États-Unis (2019) 1x Campeones Cup (2019) |
| 3    | Stephen Glass (intérim) | Écosse      | 27 juillet 2020   | 18 décembre 2020 | 19     | 5         | 4    | 10       | 26.32%      |                                                        |
| 4    | Gabriel Heinze          | Argentine   | 18 décembre 2020  | 18 juillet 2021  | 17     | 4         | 8    | 5        | 23.53%      |                                                        |
| 5    | Rob Valentino (intérim) | États-Unis  | 18 juillet 2021   | 12 août 2021     | 7      | 3         | 2    | 2        | 42.86%      |                                                        |
| 6    | Gonzalo Pineda          | Mexique     | 12 août 2021      | En poste         | 51     | 19        | 13   | 19       | 37.25%      |                                                        |

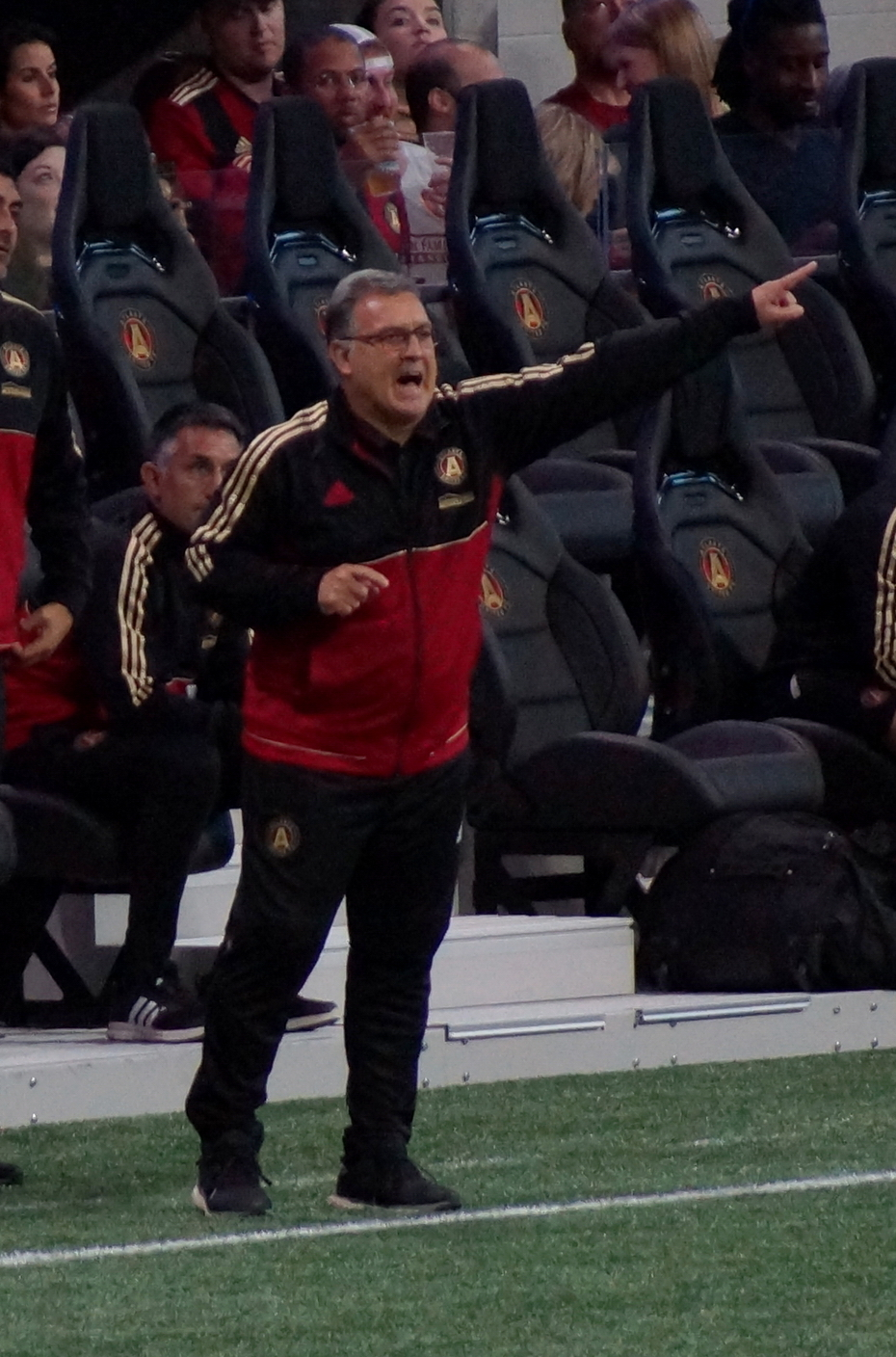
Gerardo Martino (2017-2018)
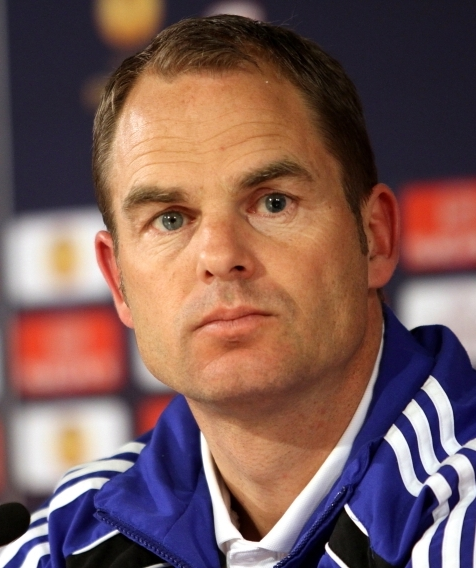
Frank de Boer (2019-2020)
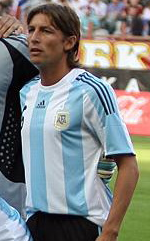
Gabriel Heinze (2021)

## Atlanta United 2

Logo de l'Atlanta United 2.

L'Atlanta United 2 est l'équipe réserve de l'Atlanta United FC. Elle évolue en United Soccer League, soit le deuxième niveau du football nord-américain. Fondée en 2018, l'équipe est actuellement entraînée par Scott Donnelly et évolue au Coolray Field de 10 427 places. Contrairement à ce que le nom de l'équipe indique, elle est basée à Lawrenceville (Géorgie), une ville de la proche banlieue d'Atlanta.